# Marder I
A Marder I-es (SdKfz 135) a náci Németország hadseregének páncélvadász harcjárműve volt a második világháborúban. A jármű alapja a francia hadseregben rendszeresített és a németek által zsákmányolt Tracteur Blinde (Lorraine) 37L harcjármű volt. Franciaország lerohanása után a németek több mint háromszázat zsákmányoltak.

## Történet

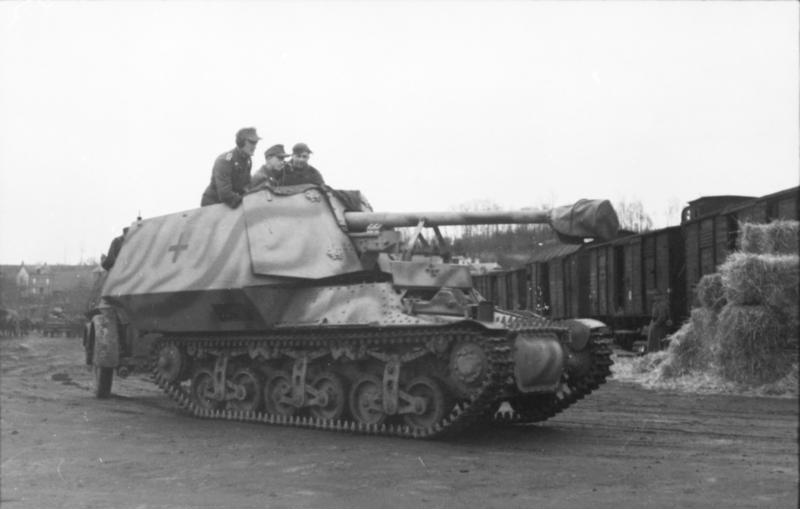
Marder I, 1943

Miután a Szovjetunió elleni Barbarossa hadművelet megindult, a német haderő ráébredt, hogy az újabb fejlesztésű szovjet harckocsik, mint például a T–34 vagy KV–1 és KV–2 leküzdéséhez a német tankok fegyverzete gyenge. Ezért szükségük volt egy mobil páncéltörő eszközre, amely a lehető legrövidebb idő alatt legyártható és elegendő mennyiségben eljuttatható a frontra. Mivel a német hadsereg sok páncélozott járművet zsákmányolt a franciaországi hadműveletek során, az új páncélos létrehozására a német Panzer II harckocsi és a franciáktól zsákmányolt Lorraine vontató tűnt alkalmasnak, a jármű fegyverzetének pedig a német 7,5 cm-es PaK 40 páncéltörő löveget vagy a szovjet 76,2 mm-es 76 mm-es 1936 mintájú hadosztályágyú (F–22) tábori löveget használták, mivel ezek nagy számban álltak rendelkezésre. 1942 közepén megkezdték a Marder járművek gyártását, amelyet további alvázak felhasználásával gyártottak (Marder II és a csehszlovák LT vz. 38 alvázából a Marder III).

## Tervezés

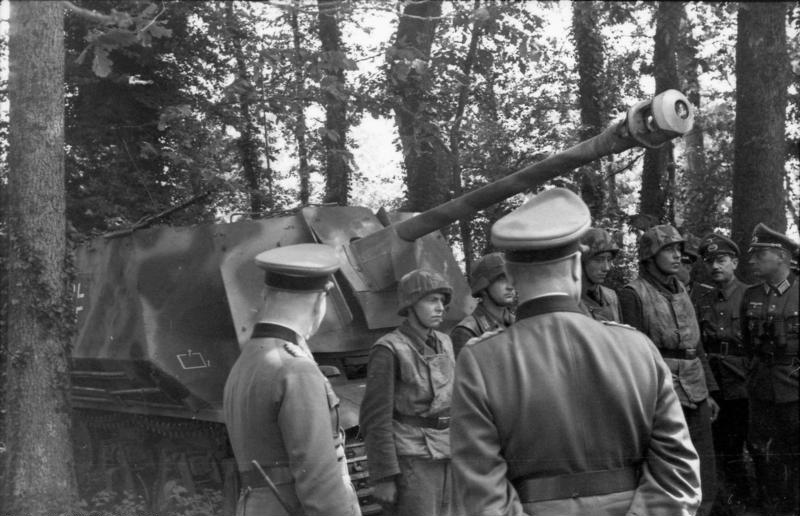
Erwin Rommel megszemléli 21. páncéloshadosztály Marder I-esét Franciaországban

1942 júliusában és augusztusában Párizsban és Krefeldben 170 Lorraine 37L járművet alakítottak át a Becker-Baukommando ("Becker-féle építő-gárda") és a berlini Altmärkische Kettenwerke (Alkett) együttműködése során. A Marder I-est 1942 júliusa és augusztusa között a Marder I-esek a Lorraine vontató alvázára építették, erre 7,5cm-es PaK 40 löveget helyeztek, amelynek gránátjai a lőszer típusától függően 1000 m távolságról képes voltak átütni az akkor használatos szovjet harckocsik páncélzatát (85–100 mm). Az eredeti küzdőtér felépítményét eltávolították, majd a löveget az alvázra rögzítették. A löveg köré egy új, nyitott tetejű küzdőteret építettek, hogy a kezelőszemélyzetet megvédjék az ellenséges kézifegyverek tüzétől. A Lorraine változat 40 darab 7,5 cm-es gránátot tudott magával vinni. A legénység védelmére a 7,92 mm-es MG 34 géppuska volt felszerelve. Néhány más típusú francia és lengyel harckocsit is felhasználtak a Marder I gyártása folyamán, mint például a Hotchkiss H39 és FCM 36 harckocsikat, de ezek csak kis számban készültek.

## Alkalmazás
A Marder kezdetben (1942) a keleti fronton harcoló gyalogos hadosztályok páncéltörő egységeinél szolgált, ahol megállta a helyét. Később a normandiai 21. Páncéloshadosztály páncélozott harci járműveinek jelentős részét alkották.

## Galéria

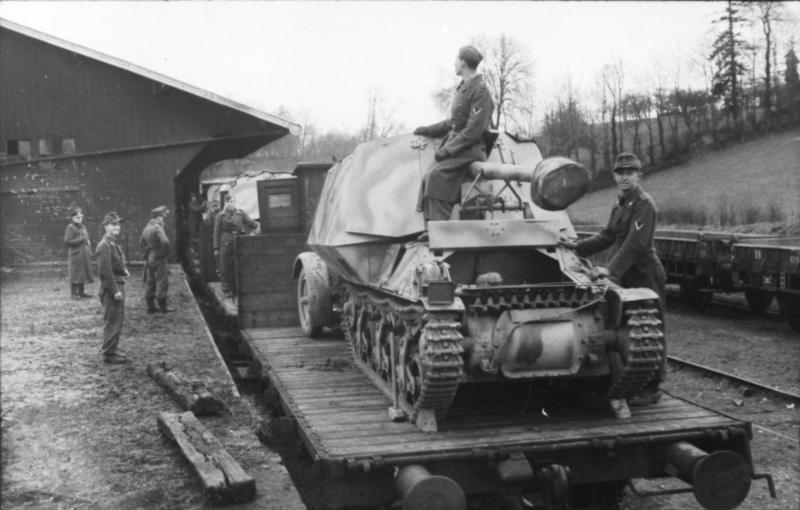
Marder I szállítás közben.
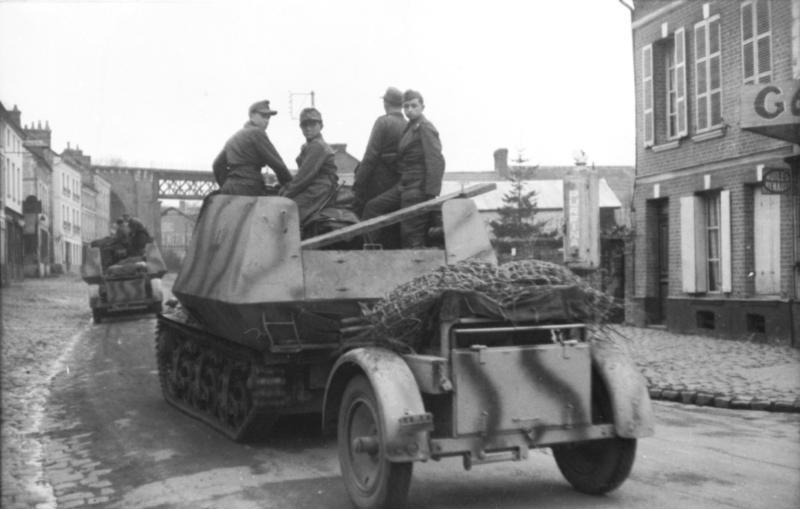
Marder I lőszer utánfutóval
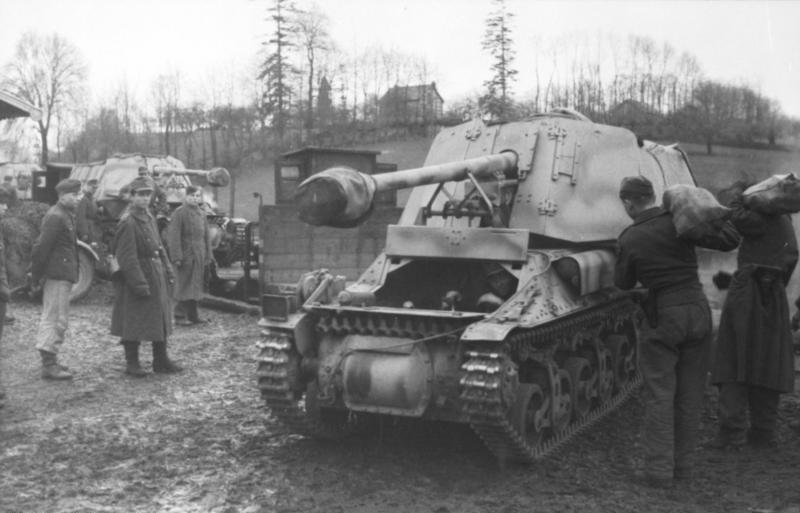
Marder I a vezető helye
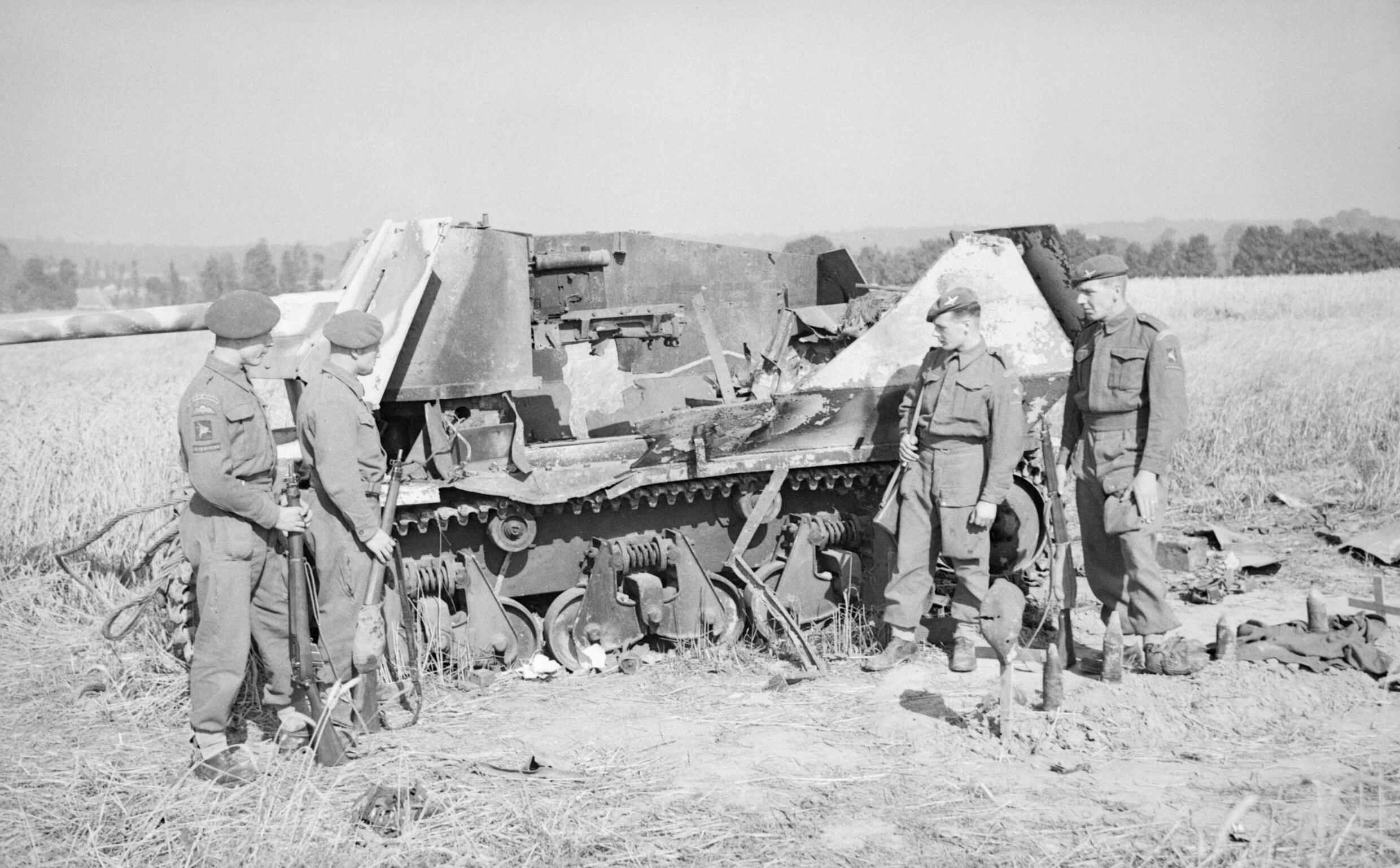
A 6th Airborne katonái egy megsemmisített Hotchkiss H35 lévő Mardert vizsgálnak meg.
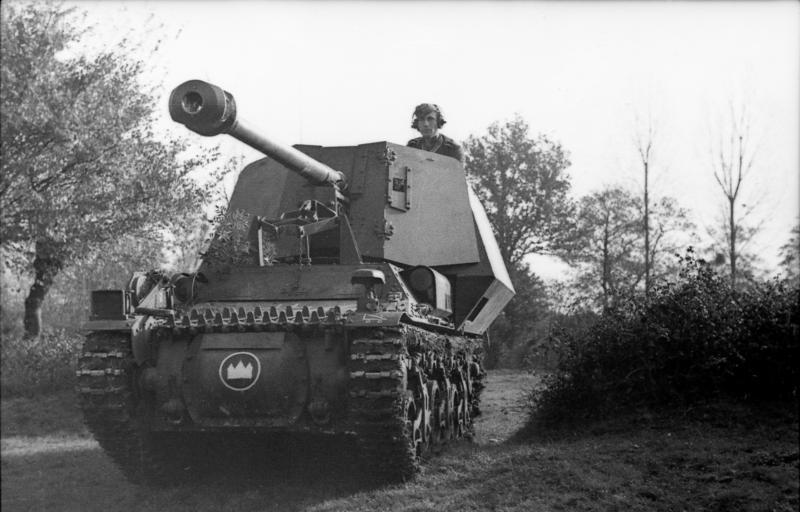
Marder I páncélvadász 7,5 cm Panzerabwehrkanone 40 ágyúval felszerelve Franciaországba.
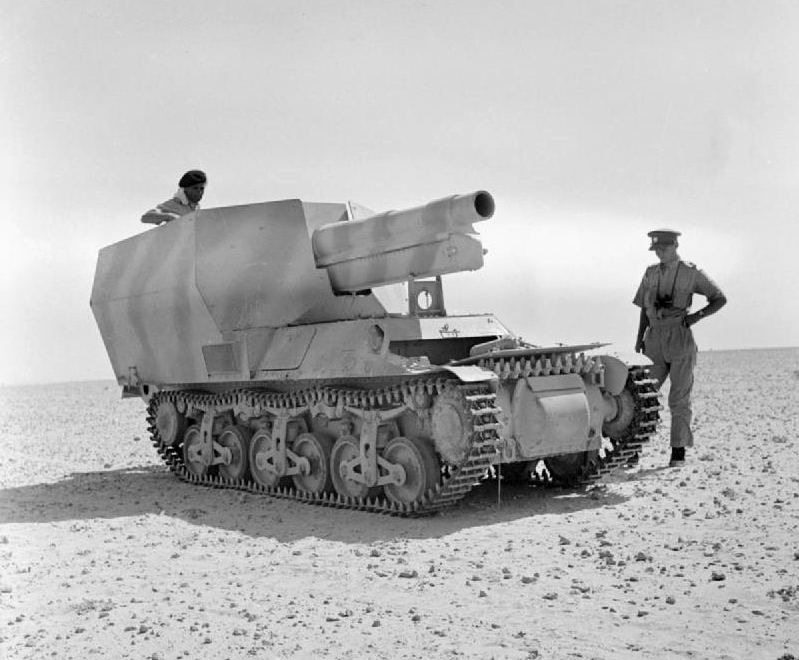
Zsákmányolt Marder I 15 cm schwere Feldhaubitze 13 tarackágyúval felszerelve az Második el-alameini csata után.

## Lásd még
- 39H(f) Pak40(SF)
- Renault FT
- 2-es típusú könnyű harckocsi